# Tarsac
Tarsac település Franciaországban, Gers megyében. Lakosainak száma 158 fő (2022. január 1.). Tarsac Caumont, Maulichères, Saint-Germé, Saint-Mont és Riscle községekkel határos.

## Népesség
A település népessége az elmúlt években az alábbi módon változott:
| Lakosok száma | 232  | 181  | 181  | 155  | 166  | 165  | 168  | 169  | 165  | 158  |
|               | 1968 | 1982 | 1990 | 2006 | 2013 | 2015 | 2017 | 2019 | 2020 | 2022 |